# Platja de Migjorn
La platja de Migjorn és la platja més meridional de les Illes Balears. Situada a l'illa de Formentera abasta gran part de la costa sud de l'illa, gairebé des del Cap de Barbaria fins a la Mola, concretament entre es Mal Pas i el Caló des Mort. Forma part de l'Àrea Natural d'Especial Interès de Platja de Migjorn - Costa de Tramuntana.
Es distingeix per la seva longitud, amb diversos sectors de caletes i arenals. La part interior és un sistema dunar amb vegetació de fixació (pins, savines i arbustos) i pendent suau. El vent és de mar a terra amb onades moderades. El fons està cobert de prats extensos de posidònia i l'aigua és cristal·lina i tranquil·la. A la part més occidental, la presència massiva d'algues arriben a formar consistents barres.
Només existeixen serveis en la part més oriental, prop de la Mola, on hi ha un complex turístic. A la resta hi ha dispersos alguns restaurants i quioscs. Són famosos per la seva relació amb el moviment hippie el Blue Bar i el Pirata Bus. En aquest entorn es practica nudisme.
La platja s'estén per tres véndes amb diversos sectors. De ponent a llevant són: 
- Vénda des Pi des Català
  - Es Mal Pas, amb presència d'algues.
- Vénda des Ca Marí – Migjorn
  - Sa Platgeta[3]
  - Es Ca Marí, amb la presència d'algues. Disposa d'uns varadors al lloc anomenat ses Barques des Ca Marí, i d'una zona urbanitzada d'ús turístic.
  - Platja des Pou d'en Rempuixa, entre els trams rocosos del racó d'en Bonet i el racó Fondo.
- Vénda de ses Clotades, terreny enclotat amb abundància de dunes:
  - Es Còdol Foradat, amb platgetes separades per formacions rocoses.
  - Es Valencians, amb alguns varadors de pesca tradicional.
  - Ses Pedrises
  - Es Arenals, o s'Arenal, és un tram amb abundància de sorra blanca i dunes.
  - Es Copinar, és l'extrem de llevant al peu de la Mola amb una zona turística urbanitzada. Abans hi abundaven les escopinyes.

## Galeria

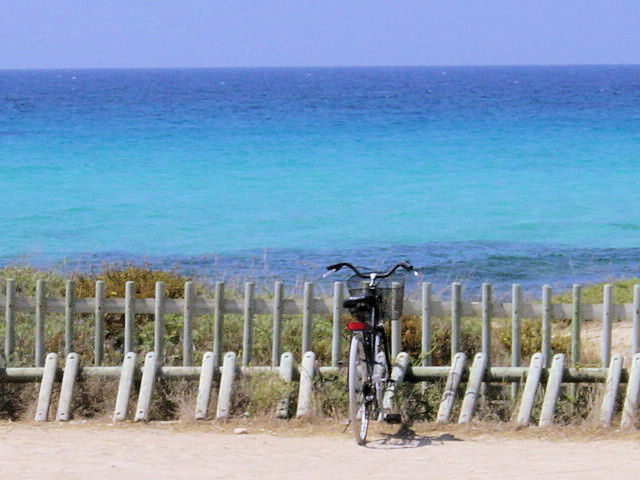
Aparcament a la platja de Migjorn
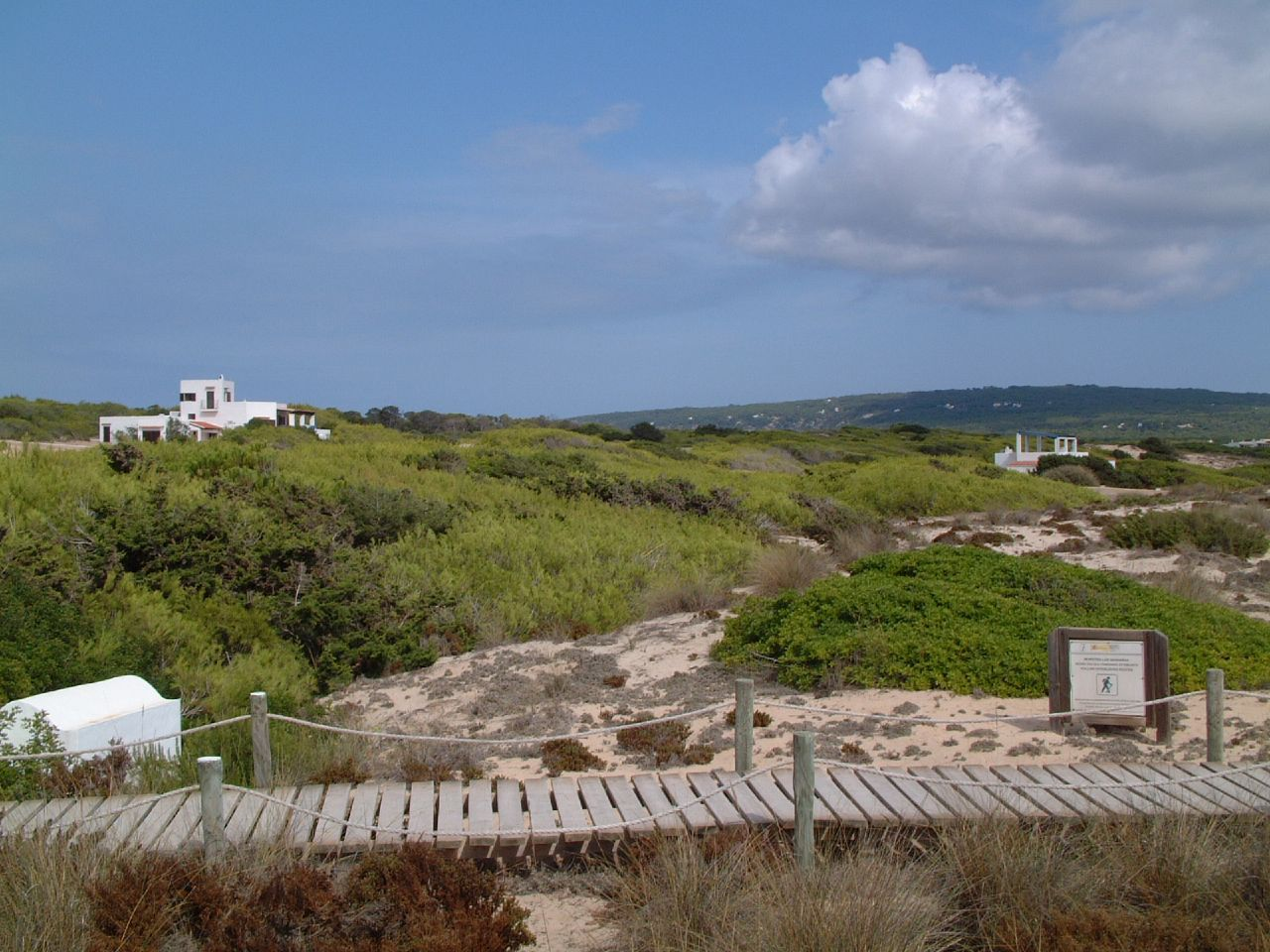
Dunes de Migjorn
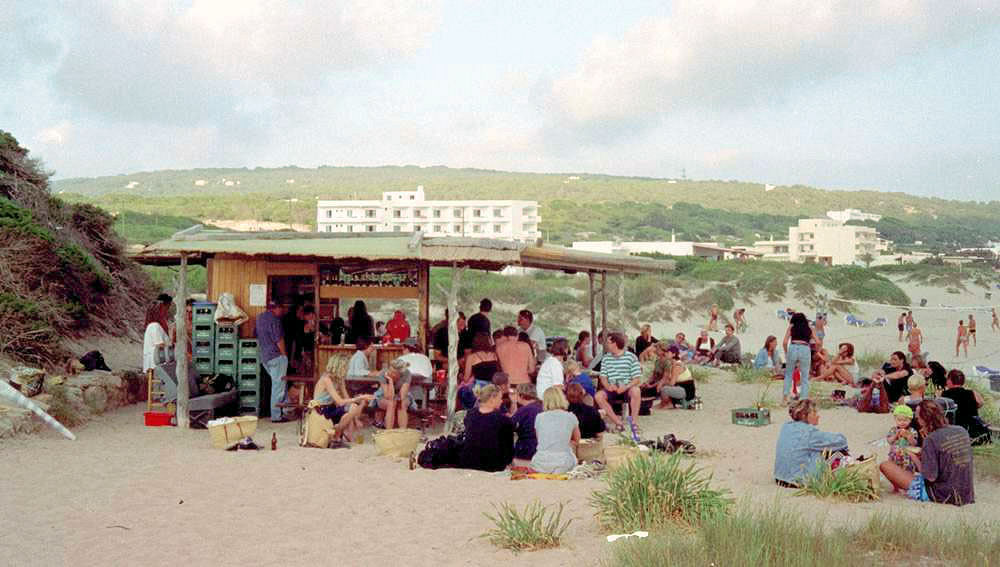
El Pirata Bus, al pujol de s'Arenal